# Campeonato Sudamericano Juvenil de Fútbol de Salón
El Campeonato Sudamericano Juvenil de futsal es un torneo internacional de Fútbol de salón en el que compiten selecciones de Sudamérica; es organizado por la Confederación Sudamericana disputándose su primera edición en 1971 y la última en 2011.
Entre 1972 y 1985 se dejó de disputar el certamen; la selección con más títulos es Paraguay que tiene cuatro títulos en la categoría. En 2014 el torneo se disputó como clasificatorio al Mundial Juvenil

## Campeones
| Pedro Juan Caballero, Paraguay 1971   | Paraguay    | Brasil      |
| Curitiba, Brasil 1986                 | Brasil      | Paraguay    |
| Santa Cruz de la Sierra, Bolivia 1989 | Brasil      | Uruguay     |
| Pedro Juan Caballero, Paraguay 1991   | Paraguay    | Argentina   |
| Maldonado, Uruguay 1993               | Paraguay    | Uruguay     |
| Asunción, Paraguay 1995               | desconocido | desconocido |
| Posadas, Argentina 1998               | Colombia    | Paraguay    |
| Pedro Juan Caballero, Paraguay 2011   | Paraguay    | Colombia    |
| Asunción, Paraguay 2014               | Argentina   | Paraguay    |
| Parana, Brasil 2018                   | Brasil      | Bolivia     |

### Palmarés
| Equipo    | Campeón | Subcampeón | Títulos (por año)       |
| --------- | ------- | ---------- | ----------------------- |
| Paraguay  | 4       | 3          | 1971, 1991, 1993 y 2011 |
| Brasil    | 3       | 1          | 1986, 1989, 2018        |
| Colombia  | 1       | 1          | 1998                    |
| Argentina | 1       | 1          | 2014                    |
| Uruguay   | 0       | 2          |                         |